# Армин Ђерлек
Армин Ђерлек (Нови Пазар, 15. јула 2000) српски је фудбалер. Висок је 173 центиметра и игра у везном реду.

## Каријера
Ђерлек је фудбалом почео да се бави у академији АС из Новог Пазара, а почетком 2011. године прелази у Пазар јуниорс. У јулу 2015. прелази у ОФК Београд. Касније је тужио ОФК Београд због неисплаћених стипендија па је у марту 2017. добио раскид уговора.
Крајем априла 2017, је потписао трогодишњи уговор са Партизаном. У Партизану је завршио омладински стаж и ушао у први тим. Дебитовао је за први тим црно-белих 18. фебруара 2018. на првенственој утакмици против Младости у Лучанима, коју је београдски клуб добио са 2:1. Свој први трофеј у сениорској каријери је освојио 23. маја 2018, након што је Партизан у финалу Купа Србије савладао лучанску Младост са 2:1. Од фебруара 2018. до марта 2019. је често добијао шансу (32 наступа у Суперлиги, Купу и евроквалификацијама) код тренера Мирослава Ђукића и Зорана Мирковића. Ипак након што је на клупу Партизана сео Саво Милошевић, Ђерлек је изгубио место у тиму.
У августу 2019. је напустио Партизан, и прешао у турски Сиваспор са којим је потписао петогодишњи уговор.

## Трофеји и награде

### Екипно
Партизан
- Куп Србијеː 2017/18, 2018/19.